# Вікіпедія мовою маратхі
Вікіпедія мовою маратхі (маратхі मराठी विकिपीडिया) — розділ Вікіпедії мовою маратхі. Створена 1 травня 2003 року. Вікіпедія мовою маратхі станом на 28 червня 2025 року містить 100 168 статей, 170 898 зареєстрованих користувачів, 160 активних дописувачів, 10 адміністраторів
. Загальна кількість сторінок у Вікіпедії мовою маратхі — 321 511, редагувань — 2 579 813, завантажених файлів — 3964
. Глибина (рівень розвитку мовного розділу) Вікіпедії мовою маратхі середня і становить 39.2 пунктів
. 

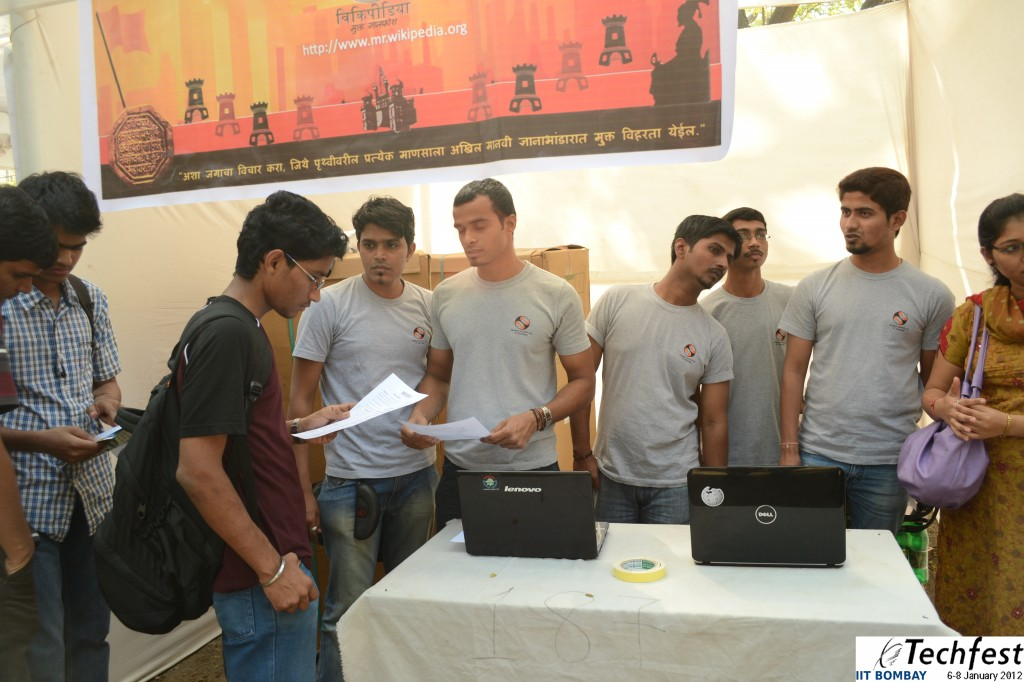
Дописувачі Вікіпедії мовою маратхі
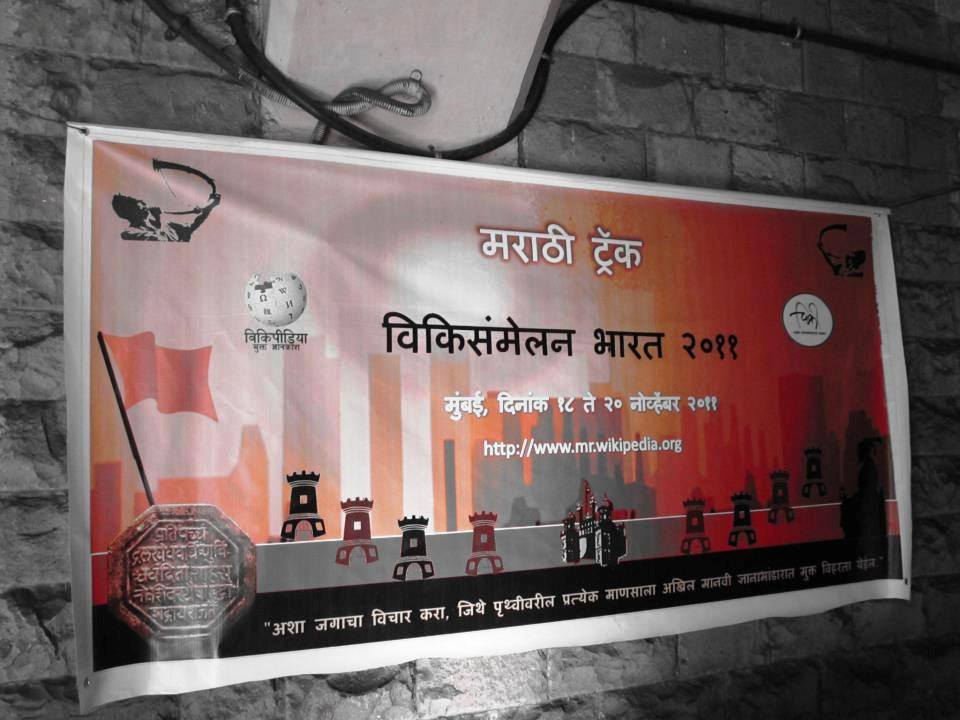
Банер Вікіпедії мовою маратхі на індійській вікіконференції